# Даидбеков, Адиль-Гирей Абдул-Кадырович
Адиль-Гирей Абдул-Кадырович Даидбеков (кум. Адиль-Гирей Аблул-Кадыровны уланы; 1873, Нижнее Казанище, Темир-Хан-Шуринский округ, Дагестанская область — 1946, Баку, Азербайджанская ССР) — видный общественно-политический деятель и инженер начала XX века. В 1912 году надворный советник, в 1917 году заместитель  временного председателя правительства Дагестанской области, в 1918—1919 годы министр транспорта правительства Горской республики..

## Биография
Даидбек родился в 1873 году в Темир-хан-Шуре, в семье почётного узденя из Нижнего Казанище Абдул-Кадыра, офицера и военного переводчика, при генерал-губернаторе Дагестанской области, мать Коркмасова Хаписат, родная сестра кумторкалинского почётного узденя офицера Асельдера Коркмасова (это значит, что Адиль-Гирей двоюродный брат Дж. Коркмасова). 
В 1877 году, после подавления восстания горцев в центральном Дагестане, известного накшбандийского шейха, суфия Абдурахмана ас-Сугури приговорили к высылке в Сибирь, когда этапом из Гуниба его доставили в Шуру, отец Адиль-Гирея Абдул-Кадыр, по просьбе своей матери сделал всё возможное, что бы старца шейха оставили в Казанище, под его личную ответственность. Шейх прожил в Казанище-12 лет и умер в 1889 году, там его могила-мавзолей (зиярат). Адиль-Гирей Даидбеков, после учёбы в сельском медресе поступил в Темир-хан-Шуринское реальное училище. Являясь выходцем из обеспеченной семьи, его карьера продвигалась быстро. В 1902 году совместно с Н. Г. Каргановым издаёт свой первый научный труд «Экономические записки по проекту Дагестанского подъездного ж/д пути Т-х-Шура-Петровск», и активно включается в освоение этого проекта с привлечением богатых помещиков и купцов в качестве инвесторов. М. Гаджиев в своей книге «Казанище. Страницы истории» отметил; «Многие родственники Адиль-Гирея, как Джалав и Татам Тонаевы, Камиль Даитбеков, так же влажили свои средства на строительство железной дороги. 6 июля 1915 году из Порт-Петровска в Темир-хан-Шуру прибыл первый поезд». С 1908 г. Даидбеков входит в состав Общества просвещения туземцев мусульман Дагестанской области, состав и устав которого утвержден Наместником на Кавказе Воронцовым, являвшегося его почетным председателем. До 1917 года А. Даидбеков, в состав каких- либо политических партии не вступал. Однако, как и многие здраво мыслящие той эпохи, видел, что России нужны демократические реформы. Поэтому Февральскую революцию принял всем сердцем и большими надеждами. В новых общественно- политических условиях при избрании ( г. Т-Х-Шура, 20 марта 1917 г.) Временного Областного правительства во главе с З. Темирхановым, Даидбеков вместе с Дахадаевым, избраны в его состав товарищами ( заместители) председателя.  Он входит в состав дагестанской делегации делегированной на 1-й Горский съезд ( Владикавказ, май 1017 г.), избравший его 1-м кандидатом в чл. ЦК Союза Горцев Северного Кавказа и Дагестана. С августа 1917 г. с перевыборами дагестанского Областного правительства под председательством Коркмасова,  Даидбеков сохраняет свое положение. С осени ( октябрьская революция в России) 1917 г. в начале придерживался нейтральной позиции, но с весны 1918 г., целиком разделяя политику РСФСР декларировавшей права и свободы мусульманам России, абсолютный сторонник советской власти. Он входит в состав дагестанского Областного правительства (ВРК, а с июня того же года ОблИсполком Советов — пред. Коркмасов), занимая руководящую должность Заведующего Окружным отделом Путей сообщения.  После оккупации деникинцами Дагестана в 1919 году, он в оппозицию режиму, поддерживает тесные связи с Советом Обороны и штабом повстанческой Армии Свободы Дагестана, во главе с его двоюродным братом Дж. Коркмасовым. С провозглашением Республики Даидбеков, наряду с З. Темирхановым, П. Эмировым, М. Ахундовым и др. входит в первую десятку самых востребованных инженеров принимавших активное участие в 1920-е годы в деле экономического и хозяйственного развития Республики (Д.С.С.Р.) Он член. Даг. ЭКОСО, зав. дороджным отделом СНХ при СНК ДССР. Огромны его заслуги в строительстве КОРа (архивы ГАРФа свидетельствуют об интересе Ленина - главы правительства, РСФСР, живо следившего за динамичным развитием Республики и, в частности, интересовавшегося фронтом грандиозных работ на КОРе, запрашивая Протоколы заседаний Даг.ЭКОСО непременным участником которых являлся Даидбеков), возведении мостов и дорог в Республике Дагестан. Неоднократно поощрялся правительством Республики. В начале 1930-х годов подвергся репрессиям и выслан в Иркутск. Работал на руководящих инженерных должностях на «Симбмашстрое». По досрочному освобождению поселился в гор. Баку и, вплоть до конца своей жизни вполне успешно исполнял профессиональные обязанности, работая в АзГлавстрое и одновременно преподает " Дорожное дело" на курсах рабочих -стахановцев. После ВОВ работает инженером в Главном дорожном управлении при СНК Аз.ССР.

## Карьера

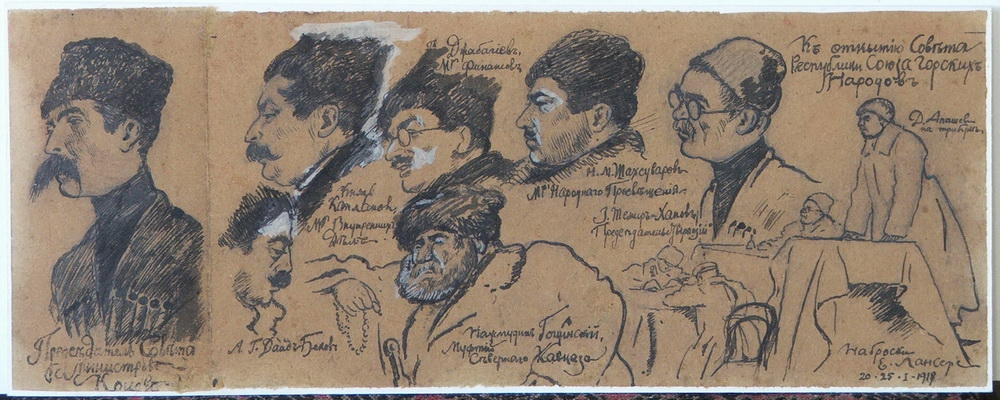
Даидбеков на наброске портретов участников горского съезда в Темир-Хан-Шуре. Январь 1919. Автор — Евгений Лансере

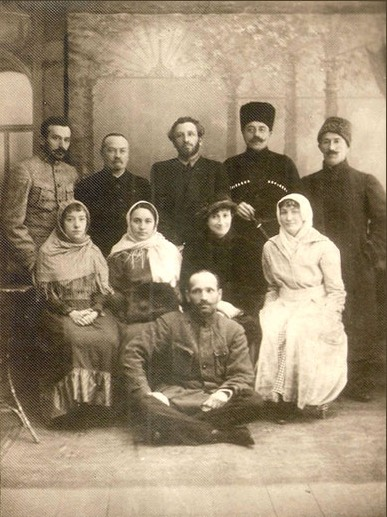
А.-Г. Даидбеков с товарищами. Слева на право: Тахо-Годи, Б. Шаханов, Дж. Коркмасов, А.-Г. Даидбеков и М. Дахадаев

- в 1888 году поступил в Рижский политехнический институт.
- в 1890 году переводится на химический факультет Императорского технического училища в Москве
- в 1899 году определён на службу в Кавказский округ.
- в 1901 году — коллежский секретарь со старшинством в чине.
- в 1902 году — титулярный советник со старшинством в чине.
- в 1905 году — коллежский асессор со старшинством в чине.
- в 1908 году — действ. член Общества просвещения туземцев мусульман Дагестанской области.
- в 1909 году — надворный советник со старшинством в чине.
- с марта 1917 г. — тов. председателя Вр.Обл.Исполкома Дагестана.
- в мае 1917 года — делегат первого съезда объединённых горцев Северного Кавказа и Дагестана во Владикавказе.
- в июле—ноябре 1917 года — член Совета Даг. областного земельного комитета.
- в 1918 до осени - зав. окружным отделом Путей Сообщения при Даг. ВРК, с июня т.г. Обл. Исполкоме Советов .
- в 1920—1921 годы Зав. отделом путей сообщения Ревкома Д. С. С. Р.
- в 1925—1932 годы Начальник дорожного отдела трансп. дор. Комитета, при СНК ДССР.
- в 1932 году репрессирован в «Сибмашстрой» в г. Новосибирск.
- в 1934 году по досрочному освобождению переехал в город Баку, там работал на различных должностях в системе транспорта СНК АзССР. Занимался научной и преподавательской деятельностью, имеет гос. награды.

## Награды
- Награждён орденом Св. Анны III ст. в 1909 году.
- Награждён орденом Св. Станислава II ст в 1912 году.
- " За доблестный труд в Великой Отечественной войне 1941-45 гг."
- Удостоен звания " Почетный дорожник" Азербайджанской С.С.Р.

## Семья
- Жена Марьям-ханум, дочь полковника царской армии Х.Кугушева.
- Дети; дочь Зейнаб (1902—1935), сын Фуад(1906-?), дочь Эльмира (1912—2007).